# Francisco Beltrán Manero
Francisco Javir Beltrán Manero (nascido em 5 de novembro de 1972) é um jogador de bocha paralímpico espanhol. Participou de quatro Jogos Paralímpicos — Sydney 2000, Atenas 2004, Pequim 2008 e Londres 2012.
Disputou, em agosto de 2011, o Mundial de Bocha em Belfast, na Irlanda do Norte, o qual fez parte do processo de classificação para os Jogos Paralímpicos de Londres. Na ocasião, Francisco foi eliminado na competição individual na rodada do grupo, com uma vitória e duas derrotas.
Em janeiro de 2012, participou de um training camp organizado pela Federação Espanhola de Paralisia Cerebral (FEDPC) e pela Federação Espanhola de Esportes de Pessoas com Deficiência Física (FEDDF), junto com outros vinte e quatro jogadores de bocha de toda a Espanha, realizado no CRE San Andrés. A programação fazia parte dos preparativos da equipe nacional de bocha para os Jogos de Londres.
Em outubro de 2013, Francisco foi considerado o sétimo melhor atleta espanhol de sua categoria.

## Vida pessoal
Francisco é natural de Madrid e tem paralisia cerebral.